# Liste des genres de Gobiidae
Cet article liste les genres de Gobiidae.

## FishBase
FishBase dénombre 1875 espèces, classées dans les 244 genres suivants :
- Aboma
- Acanthogobius
- Acentrogobius
- Afurcagobius
- Akihito
- Akko
- Amblychaeturichthys
- Amblyeleotris
- Amblygobius
- Amblyotrypauchen
- Amoya
- Anatirostrum
- Aphia
- Apocryptes
- Apocryptodon
- Arcygobius
- Arenigobius
- Aruma
- Asra
- Asterropteryx
- Astrabe
- Aulopareia
- Austrolethops
- Awaous
- Barbulifer
- Barbuligobius
- Bathygobius
- Benthophiloides
- Benthophilus
- Boleophthalmus
- Bollmannia
- Brachyamblyopus
- Brachygobius
- Bryaninops
- Buenia
- Cabillus
- Caecogobius
- Caffrogobius
- Calamiana
- Callogobius
- Caragobius
- Caspiosoma
- Chaenogobius
- Chaeturichthys
- Chasmichthys
- Chiramenu
- Chlamydogobius
- Chonophorus
- Chriolepis
- Chromogobius
- Clariger
- Clevelandia
- Corcyrogobius
- Coryogalops
- Coryphopterus
- Cotylopus
- Cristatogobius
- Croilia
- Cryptocentroides
- Cryptocentrus
- Crystallogobius
- Ctenogobiops
- Ctenogobius
- Ctenotrypauchen
- Deltentosteus
- Didogobius
- Discordipinna
- Drombus
- Ebomegobius
- Echinogobius
- Economidichthys
- Egglestonichthys
- Ego
- Elacatinus
- Eleotrica
- Enypnias
- Eucyclogobius
- Eugnathogobius
- Eutaeniichthys
- Evermannia
- Evermannichthys
- Eviota
- Evorthodus
- Exyrias
- Favonigobius
- Feia
- Fusigobius
- Gammogobius
- Gillichthys
- Ginsburgellus
- Gladiogobius
- Glossogobius
- Gnatholepis
- Gobiodon
- Gobioides
- Gobionellus
- Gobiopsis
- Gobiopterus
- Gobiosoma
- Gobius
- Gobiusculus
- Gobulus
- Gorogobius
- Grallenia
- Gymneleotris
- Gymnoamblyopus
- Gymnogobius
- Hazeus
- Hemigobius
- Hetereleotris
- Heterogobius
- Heteroplopomus
- Hyrcanogobius
- Ilypnus
- Istigobius
- Karsten
- Kelloggella
- Knipowitschia
- Larsonella
- Lebetus
- Lentipes
- Lepidogobius
- Lesueurigobius
- Lethops
- Leucopsarion
- Lobulogobius
- Lophiogobius
- Lophogobius
- Lotilia
- Lubricogobius
- Luciogobius
- Luposicya
- Lythrypnus
- Macrodontogobius
- Mahidolia
- Mangarinus
- Mauligobius
- Mesogobius
- Microgobius
- Millerigobius
- Minysicya
- Mistichthys
- Mugilogobius
- Myersina
- Nematogobius
- Neogobius
- Nes
- Nesogobius
- Obliquogobius
- Odondebuenia
- Odontamblyopus
- Oligolepis
- Ophiogobius
- Oplopomops
- Oplopomus
- Opua
- Oxuderces
- Oxyurichthys
- Padogobius
- Paedogobius
- Palatogobius
- Palutrus
- Pandaka
- Papillogobius
- Papuligobius
- Parachaeturichthys
- Paragobiodon
- Parapocryptes
- Parasicydium
- Paratrimma
- Paratrypauchen
- Parawaous
- Pariah
- Parkraemeria
- Parrella
- Periophthalmodon
- Periophthalmus
- Phyllogobius
- Platygobiopsis
- Pleurosicya
- Polyspondylogobius
- Pomatoschistus
- Porogobius
- Priolepis
- Proterorhinus
- Psammogobius
- Pseudaphya
- Pseudapocryptes
- Pseudogobius
- Pseudorhinogobius
- Pseudotrypauchen
- Psilogobius
- Psilotris
- Pterogobius
- Pycnomma
- Quietula
- Redigobius
- Rhinogobiops
- Rhinogobius
- Risor
- Robinsichthys
- Sagamia
- Scartelaos
- Schismatogobius
- Sicydium
- Sicyopterus
- Sicyopus
- Signigobius
- Silhouettea
- Siphonogobius
- Speleogobius
- Stenogobius
- Stigmatogobius
- Stiphodon
- Stonogobiops
- Sueviota
- Sufflogobius
- Suruga
- Synechogobius
- Taenioides
- Tamanka
- Tasmanogobius
- Thorogobius
- Tomiyamichthys
- Triaenopogon
- Tridentiger
- Trimma
- Trimmatom
- Trypauchen
- Trypauchenichthys
- Trypauchenopsis
- Tryssogobius
- Tukugobius
- Typhlogobius
- Valenciennea
- Vanderhorstia
- Vanneaugobius
- Varicus
- Vomerogobius
- Wheelerigobius
- Yongeichthys
- Zappa
- Zebrus
- Zosterisessor

## ITIS
L'ITIS reconnaît 1675 espèces, classées dans les 238 genres suivants :
- Aboma Jordan & Starks in Jordan, 1895
- Acanthogobius Gill, 1859
- Acentrogobius Bleeker, 1874
- Afurcagobius Gill, 1993
- Akko Birdsong & Robins, 1995
- Amblychaeturichthys Bleeker, 1874
- Amblyeleotris Bleeker, 1874
- Amblygobius Bleeker, 1874
- Amblyotrypauchen Hora, 1924
- Amoya Herre, 1927
- Anatirostrum Iljin, 1930
- Aphia Risso, 1827
- Apocryptes Valenciennes in Cuvier & Valenciennes, 1837
- Apocryptichthys Day, 1876
- Apocryptodon Bleeker, 1874
- Arcygobius Larson & Wright, 2003
- Arenigobius Whitley, 1930
- Aruma Ginsburg, 1933
- Asra Iljin, 1941
- Asterropteryx Rüppell, 1830
- Astrabe Jordan & Snyder, 1901
- Aulopareia Smith, 1945
- Austrolethops Whitley, 1935
- Awaous Valenciennes in Cuvier & Valenciennes, 1837
- Barbulifer Eigenmann & Eigenmann, 1888
- Barbuligobius Lachner & McKinney, 1974
- Bathygobius Bleeker, 1878
- Benthophiloides Beling & Iljin, 1927
- Benthophilus Eichwald, 1831
- Boleophthalmus Valenciennes in Cuvier & Valenciennes, 1837
- Bollmannia Jordan in Jordan & Bollman, 1890
- Brachyamblyopus Bleeker, 1874
- Brachygobius Bleeker, 1874
- Bryaninops Smith, 1959
- Buenia Iljin, 1930
- Cabillus Smith, 1959
- Caecogobius Berti & Ercolini, 1991
- Caffrogobius Smitt, 1900
- Calamiana Herre, 1945
- Callogobius Bleeker, 1874
- Caragobius Smith & Seale, 1906
- Caspiosoma Iljin, 1927
- Chaenogobius Gill, 1859
- Chaeturichthys Richardson, 1844
- Chlamydogobius Whitley, 1930
- Chriolepis Gilbert, 1892
- Chromogobius de Buen, 1930
- Clariger Jordan & Snyder, 1901
- Clevelandia Eigenmann & Eigenmann, 1888
- Corcyrogobius Miller, 1972
- Coryogalops Smith, 1958
- Coryphopterus Gill, 1863
- Cotylopus Guichenot, 1863
- Cristatogobius Herre, 1927
- Croilia Smith, 1955
- Cryptocentroides Popta, 1922
- Cryptocentrus Valenciennes in Cuvier & Valenciennes, 1837
- Crystallogobius Gill, 1863
- Ctenogobiops Smith, 1959
- Ctenogobius Gill, 1858
- Ctenotrypauchen Steindachner, 1867
- Deltentosteus Gill, 1863
- Didogobius Miller, 1966
- Discordipinna Hoese & Fourmanoir, 1978
- Drombus Jordan & Seale, 1905
- Ebomegobius Herre, 1946
- Echinogobius Iwata, Hosoya & Niimura, 1998
- Economidichthys Bianco, Bullock, Miller & Roubal, 1987
- Egglestonichthys Miller & Wongrat, 1979
- Ego Randall, 1994
- Elacatinus Jordan, 1904
- Eleotrica Ginsburg, 1933
- Enypnias Jordan & Evermann, 1898
- Eucyclogobius Gill, 1862
- Eugnathogobius Smith, 1931
- Eutaeniichthys Jordan & Snyder, 1901
- Evermannia Jordan, 1895
- Evermannichthys Metzelaar, 1919
- Eviota Jenkins, 1903
- Evorthodus Gill, 1859
- Exyrias Jordan & Seale, 1906
- Favonigobius Whitley, 1930
- Feia Smith, 1959
- Flabelligobius Smith, 1956
- Fusigobius Whitley, 1930
- Gammogobius Bath, 1971
- Gillichthys Cooper, 1864
- Ginsburgellus Böhlke & Robins, 1968
- Gladiogobius Herre, 1933
- Glossogobius Gill, 1859
- Gnatholepis Bleeker, 1874
- Gobiodon Bleeker, 1856
- Gobioides Lacepède, 1800
- Gobionellus Girard, 1858
- Gobiopsis Steindachner, 1861
- Gobiopterus Bleeker, 1874
- Gobiosoma Girard, 1858
- Gobius Linnaeus, 1758
- Gobiusculus Duncker, 1928
- Gobulus Ginsburg, 1933
- Gorogobius Miller, 1978
- Gymneleotris Bleeker, 1874
- Gymnoamblyopus Murdy & Ferraris, 2003
- Gymnogobius Gill, 1863
- Hazeus Jordan & Snyder, 1901
- Hemigobius Bleeker, 1874
- Hetereleotris Bleeker, 1874
- Heterogobius Bleeker, 1874
- Heteroplopomus Tomiyama, 1936
- Hyrcanogobius Iljin, 1928
- Ilypnus Jordan & Evermann, 1896
- Istigobius Whitley, 1932
- Karsten Murdy, 2002
- Kelloggella Jordan & Seale in Jordan & Evermann, 1905
- Knipowitschia Iljin, 1927
- Larsonella Randall & Senou, 2001
- Lebetus Winther, 1877
- Lentipes Günther, 1861
- Lepidogobius Gill, 1859
- Lesueurigobius Whitley, 1950
- Lethops Hubbs, 1926
- Leucopsarion Hilgendorf, 1880
- Lobulogobius Koumans in Blegvad & Løppenthin, 1944
- Lophiogobius Günther, 1873
- Lophogobius Gill, 1862
- Lotilia Klausewitz, 1960
- Lubricogobius Tanaka, 1915
- Luciogobius Gill, 1859
- Luposicya Smith, 1959
- Lythrypnus Jordan & Evermann, 1896
- Macrodontogobius Herre, 1936
- Mahidolia Smith, 1932
- Mangarinus Herre, 1943
- Mauligobius Miller, 1984
- Mesogobius Bleeker, 1874
- Microgobius Poey, 1876
- Millerigobius Bath, 1973
- Minysicya Larson, 2002
- Mistichthys Smith, 1902
- Mugilogobius Smitt, 1900
- Myersina Herre, 1934
- Nematogobius Boulenger, 1910
- Neogobius Iljin, 1927
- Nes Ginsburg, 1933
- Nesogobius Whitley, 1929
- Obliquogobius Koumans, 1941
- Odondebuenia de Buen, 1930
- Odontamblyopus Bleeker, 1874
- Oligolepis Bleeker, 1874
- Ophiogobius Gill, 1863
- Oplopomops Smith, 1959
- Oplopomus Valenciennes, 1837
- Opua Jordan, 1925
- Oxuderces Eydoux & Souleyet, 1850
- Oxyurichthys Bleeker, 1857
- Padogobius Berg, 1932
- Paedogobius Iwata, Hosoya & Larson, 2001
- Palatogobius Gilbert, 1971
- Palutrus Smith, 1959
- Pandaka Herre, 1927
- Papillogobius Gill & Miller, 1990
- Papuligobius Chen & Kottelat, 2003
- Parachaeturichthys Bleeker, 1874
- Paragobiodon Bleeker, 1873
- Paragobiopsis Koumans, 1941
- Parapocryptes Bleeker, 1874
- Paratrimma Hoese & Brothers, 1976
- Parawaous Watson, 1993
- Pariah Böhlke, 1969
- Parkraemeria Whitley, 1951
- Parrella Ginsburg, 1938
- Periophthalmodon Bleeker, 1874
- Periophthalmus Bloch & Schneider, 1801
- Phyllogobius Larson, 1986
- Platygobiopsis Springer & Randall, 1992
- Pleurosicya Weber, 1913
- Polyspondylogobius Kimura & Wu, 1994
- Pomatoschistus Gill, 1863
- Porogobius Bleeker, 1874
- Priolepis Valenciennes in Cuvier & Valenciennes, 1837
- Proterorhinus Smitt, 1900
- Psammogobius Smith, 1935
- Pseudaphya Iljin, 1930
- Pseudapocryptes Bleeker, 1874
- Pseudogobius Popta, 1922
- Pseudorhinogobius Zhong & Wu, 1998
- Pseudotrypauchen Hardenberg, 1931
- Psilogobius Baldwin, 1972
- Psilotris Ginsburg, 1953
- Pterogobius Gill, 1863
- Pycnomma Rutter, 1904
- Quietula Jordan & Evermann in Jordan & Starks, 1895
- Redigobius Herre, 1927
- Rhinogobiops Hubbs, 1926
- Rhinogobius Gill, 1859
- Risor Ginsburg, 1933
- Robinsichthys Birdsong, 1988
- Sagamia Jordan & Snyder, 1901
- Scartelaos Swainson, 1839
- Schismatogobius de Beaufort, 1912
- Sicydium Valenciennes in Cuvier & Valenciennes, 1837
- Sicyopterus Gill, 1860
- Sicyopus Gill, 1863
- Signigobius Hoese & Allen, 1977
- Silhouettea Smith, 1959
- Siphonogobius Shibukawa & Iwata, 1998
- Speleogobius Zander & Jelinek, 1976
- Stenogobius Bleeker, 1874
- Stigmatogobius Bleeker, 1874
- Stiphodon Weber, 1895
- Stonogobiops Polunin & Lubbock, 1977
- Sueviota Winterbottom & Hoese, 1988
- Sufflogobius Smith, 1956
- Suruga Jordan & Snyder, 1901
- Synechogobius Gill, 1863
- Taenioides Lacepède, 1800
- Tamanka Herre, 1927
- Tasmanogobius Scott, 1935
- Thorogobius Miller, 1969
- Tomiyamichthys Smith, 1956
- Tridentiger Gill, 1859
- Trimma Jordan & Seale, 1906
- Trimmatom Winterbottom & Emery, 1981
- Trypauchen Valenciennes in Cuvier & Valenciennes, 1837
- Trypauchenichthys Bleeker, 1860
- Trypauchenopsis Volz, 1903
- Tryssogobius Larson & Hoese, 2001
- Typhlogobius Steindachner, 1879
- Valenciennea Bleeker, 1856
- Vanderhorstia Smith, 1949
- Vanneaugobius Brownell, 1978
- Varicus Robins & Böhlke, 1961
- Vomerogobius Gilbert, 1971
- Wheelerigobius Miller, 1981
- Yongeichthys Whitley, 1932
- Zappa Murdy, 1989
- Zebrus de Buen, 1930
- Zosterisessor Whitley, 1935

Position incertaine :
- Koumansetta rainfordi Whitley, 1940
- Tigrigobius dilepis Robins & Böhlke, 1964
- Tigrigobius gemmatus Ginsburg, 1939
- Tigrigobius pallens Ginsburg, 1939